# Jean-Pierre de Montalivet
Pour les autres membres de la famille, voir Famille Bachasson de Montalivet.
Jean-Pierre Bachasson, comte de Montalivet, né le 5 juillet 1766  à Sarreguemines et mort le 22 janvier 1823 à Saint-Bouize (Cher) au château de Lagrange-Montalivet, est un officier, magistrat et homme d'État français.
Préfet, puis ministre de l'Intérieur de 1809 à 1814 sous le règne de Napoléon, qu'il soutient pendant les Cent-Jours, il est réintégré en 1819 à la chambre des Pairs par Louis XVIII.

## Biographie

### Origines familiales et formation
Issu d'une ancienne famille du Dauphiné, les Bachasson, seigneurs de Montalivet, il est le fils de Charles-Victor de Bachasson, seigneur de Montalivet, maréchal de camp, commandant d'armes de la place de Sarreguemines.
Sa mère est Marthe Starot de Saint-Germain, deuxième épouse de Charles-Victor. 
Se destinant par tradition familiale à la carrière des armes, il reçoit une formation militaire à l'École royale de Tournon.

### Carrière sous l'Ancien Régime
Il est affecté comme cadet gentilhomme au régiment de hussards Royal-Nassau, puis comme lieutenant en second au régiment de dragons de La Rochefoucauld.
En 1779, il demande un congé pour faire des études de droit à l'université de Valence (Dauphiné). 
Il devient conseiller au parlement de Grenoble (avec dispense d'âge) en 1785. Lors de ses séjours à Valence, il fait la connaissance, par l'intermédiaire de son ami Simon de Sucy, de Napoléon Bonaparte, encore officier subalterne. Ils se lient d'amitié, et Napoléon saura s'en souvenir ultérieurement.
Lors de la journée des Tuiles de 1788, il fait partie des conseillers rebelles et est exilé dans sa terre de Montalivet. 

### Période de la Révolution (juillet 1789-novembre 1799)
Partisan de la monarchie constitutionnelle, il reste modéré au cours de la Révolution. Après l'avènement de la République en 1792, puis de la Terreur en 1793, il tente de sauver de l'échafaud son oncle et beau-père, Joseph Starot de Saint-Germain, et va même jusqu'à dénoncer la Commune de Paris à la tribune des Jacobins[réf. nécessaire]. 
Il doit partir aux armées pour échapper à la Terreur. 
Revenu à Valence après la chute de Robespierre (27 juillet 1794), il gagne l'estime de ses concitoyens. Le Directoire le nomme commissaire ordonnateur pour le département de la Drôme. Il est maire de Valence de 1795 à 1801,.

### Période du Consulat et de l'Empire (novembre 1799-mars 1814)

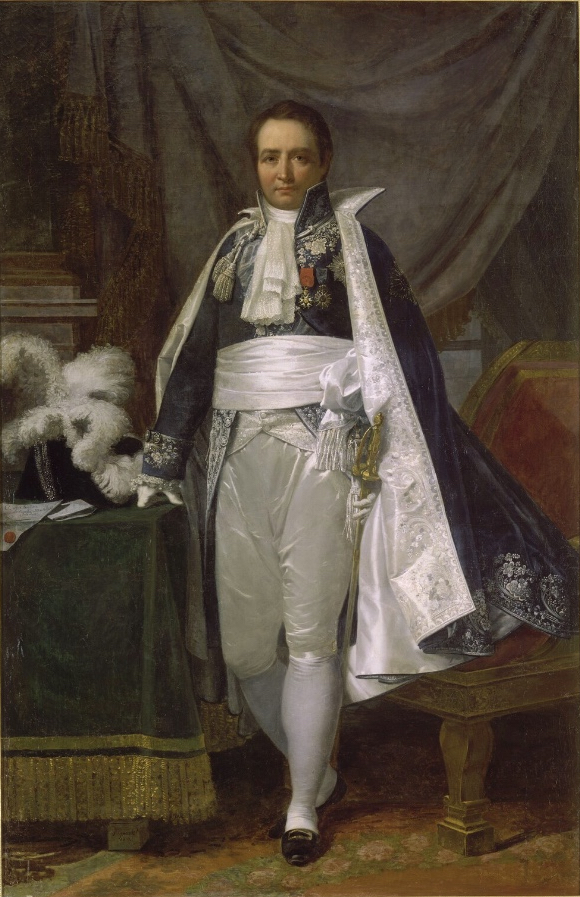
Portrait en pied du comte de Montalivet, par Jean-Baptiste Regnault (château de Versailles).

Après le coup d'État du 18 Brumaire (novembre 1799), Bonaparte, devenu Premier Consul, le nomme en avril 1801 préfet de la Manche. 
Joseph Fouché, ministre de l'Intérieur, le charge en 1803 d'arrêter un ancien condisciple, avec l'ordre de l'exécuter[réf. nécessaire], le chevalier de Brulard, revenu en France pôur susciter un soulèvement royaliste. Mais Montalivet lui permet de s'échapper : il lui octroie un faux passeport et lui laisse vingt-quatre heures d'avance pour quitter la France. Une fois certain que son ami a pu atteindre l'Angleterre, il se rend au château de Saint-Cloud pour rendre compte de son attitude à Bonaparte, qui, au nom de considérations d'honneur, lui pardonne sa désobéissance.
Il est nommé préfet de Seine-et-Oise en 1804. Conseiller d'État, il est directeur de la Légion d'honneur. Le 5 mai 1806, il est nommé à la direction générale des Ponts et Chaussées.
Appelé le 1er octobre 1809 à devenir ministre de l'Intérieur, il gère un Empire au maximum de ses dimensions territoriales (120 départements, jusqu'en Allemagne). Il seconde bien les idées de l'Empereur sur le développement des voies de communication, la construction des ponts et l'aménagement des ports. Il s'occupe également de l'embellissement de Paris (Arc de Triomphe, Palais Brongniart, La Madeleine…) en développant le réseau des égouts et créant de nombreuses fontaines publiques.

### Période de la Restauration
En mars 1814, avec le gouvernement, il suit l'impératrice jusqu'à Blois. Après l'abdication de Napoléon (avril 1814), il est nommé secrétaire du Conseil de régence. Il se retire dans son Hôtel Lambert au retour de Louis XVIII. 
Pendant les Cent-Jours (mars-juin 1815), il est nommé intendant général de la Couronne et pair de France. . 
Après Waterloo (juin 1815) et la défaite définitive de Napoléon, il revient à la vie privée. Il est rayé de la Chambre des pairs.
Louis XVIII le réintègre en 1819. Dès lors, il soutient le pouvoir par ses votes jusqu'à sa mort.

### Mort et funérailles
Il meurt le 22 janvier 1823 au château de Lagrange-Montalivet. 
Il est inhumé au cimetière de Saint-Bouize.

### Mariage et descendance

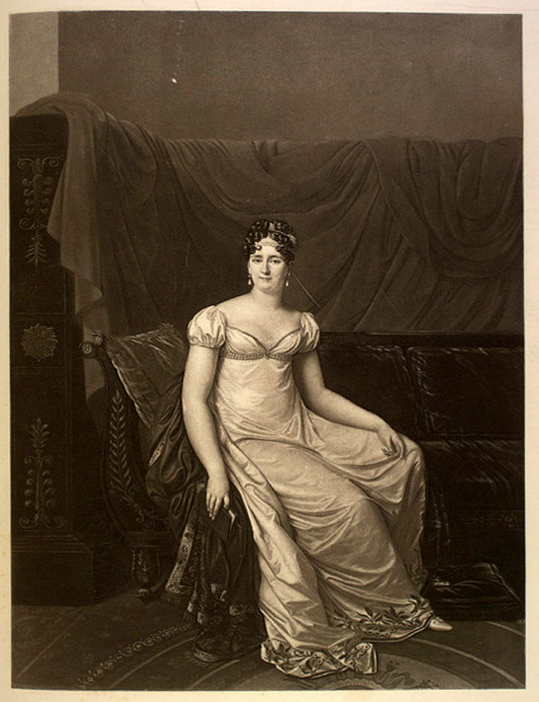
Portrait d’Adélaïde de Saint-Germain, comtesse de Montalivet.

Il épouse en 1797 sa cousine germaine Adélaïde Starot de Saint-Germain (1769-1850), dame de compagnie de l'impératrice Joséphine, puis de l'impératrice Marie-Louise, officiellement fille du fermier général Joseph Starot de Saint-Germain (1729-1794) et de Catherine Éléonore Bénard (1740-1769), qui a été l'une des maîtresses de Louis XV (Adélaïde passe pour être une fille naturelle de ce roi). 
De cette union naissent :
- Simon (1799-1823), militaire et pair de France ;
- Camille (1801-1880), pair de France et ministre de l'Intérieur de Louis-Philippe ;
- Joséphine (1806-1852), épouse du vicomte Benjamin de Tascher, officier dans les volontaires royaux en 1815 et conseiller général du Cher, fils de Pierre-Jean-Alexandre de Tascher.

## Jugements sur Montalivet
Las Cases, dans son Mémorial, le cite comme « Honnête homme, qui est demeuré, je crois, toujours attaché. »

## Distinctions
- Légion d'honneur[7] :
  - Commandant (25 prairial an XII), puis,
  - Grand officier (3 décembre 1809) ;
- Grand-croix de l'ordre de la Réunion (selon le portrait du baron Regnault) ;
- Chevalier des ordres de Danemark ;
- Chevalier de l'Empire (mai 1808) ;
- Comte de l'Empire (27 novembre 1808) ;
- Baron (5 mars 1819).

## Armoiries
| Figure | Blasonnement |
|        | Armes de chevalier de l'Empire : D’azur au griffon ailé d’or ; à la champagne de gueules chargée de l'insigne des chevaliers légionnaires.                                         |
|        | Armes du comte de Montalivet et de l'Empire : D’azur au griffon ailé d’or ; au canton des Comtes Ministres brochant., Ses armoiries ornent la façade du Théâtre Graslin de Nantes. |
|        | Armes du comte de Montalivet reprises sous la Restauration française : Blason d'azur au griffon d'or.svg,                                                                          |

## Hommages
- Rue Montalivet, située dans le 8e arrondissement à Paris
- Place Montalivet à Valence où se trouve sa statue par Gustave Crauk érigée en 1867
- Cours Montalivet à Caen
- station balnéaire de Montalivet-les-Bains[réf. nécessaire] en Gironde
- îles Montalivet en Australie Occidentale.